# Formatge de pasta premsada cuita
El formatge de pasta premsada cuita és un tipus de formatge de gran format amb un alt contingut de matèria seca (60% a 63%), que s'ha aconseguit amb una intensa deshidratació per mitjans mecànics. S'obté seguint els mateixos principis bàsics que els emprats en la preparació del formatge de pasta premsada no cuita, però en aquest cas, i per accelerar el drenatge del líquid del dipòsit dels grànuls de quallada, l'escalfament del dipòsit s'intensifica a una temperatura d'entre 52 i 55 °C. A aquesta fase se l'anomena reescalfament i dura de 30 a 60 minuts. L'augment de temperatura, en el cas de les pastes cuites també causa una selecció microbiana, disminueix l'activitat del quall residual en el formatge i pot incrementar l'activitat d'alguns enzims endògens de la llet (plasmina). Aquest procés permet que el formatge que s'obté tingui uns extractes secs molt elevats, fet que afavoreix que es guardin durant un a llarg període.
Són els formatges més madurats, de grans dimensions, com el parmesà italià, l'emmental suís, el bergkäse alemany,
el beaufort francès o el cheddar anglès. A causa de la seva llarga i intensa curació pateixen altres fermentacions, a més de la làctica, que són causants del seu tall, textura, forats, sabors i aromes tan característiques. La seva zona d'origen se circumscriu als Alps i les seves valls circumdants. Són formatges d'origen camperol, produït en les altes zones de pasturatge d'estiu (Alpages) on es munyien els grans ramats de vaques i s'elaboraven grans peces que podien madurar més d'un any sense problemes. Amb ells s'elaboren plats formatgers tan famosos com la fondue, la raclette o l'aligot, en què el formatge
fos o gratinat és l'ingredient principal.
Ha dos tipus de formatge de pasta premsada cuita:
- formatges de pasta oberta i de grans dimensions (65 a 110 kg) del tipus emmental: forats de 15 a 25 mm que es reparteixen a la massa, i que es deuen a la fermentació de l'àcid propiònic durant la seva estada en cellers a una temperatura d'entre 18 i 22 °C.
- formatges tancats de format reduït (25 a 55 kg) del tipus comté, que tenen poques obertures, de diàmetre petit (8 a 10 mm). La fermentació de l'àcid propiònic és inhibida pels freds soterranis frescos de maduració entre 10 i 14 °C.

A Catalunya seria un exemple el Terrós de la Formatgeria Mas d'Alba.

## Galeria d'imatges

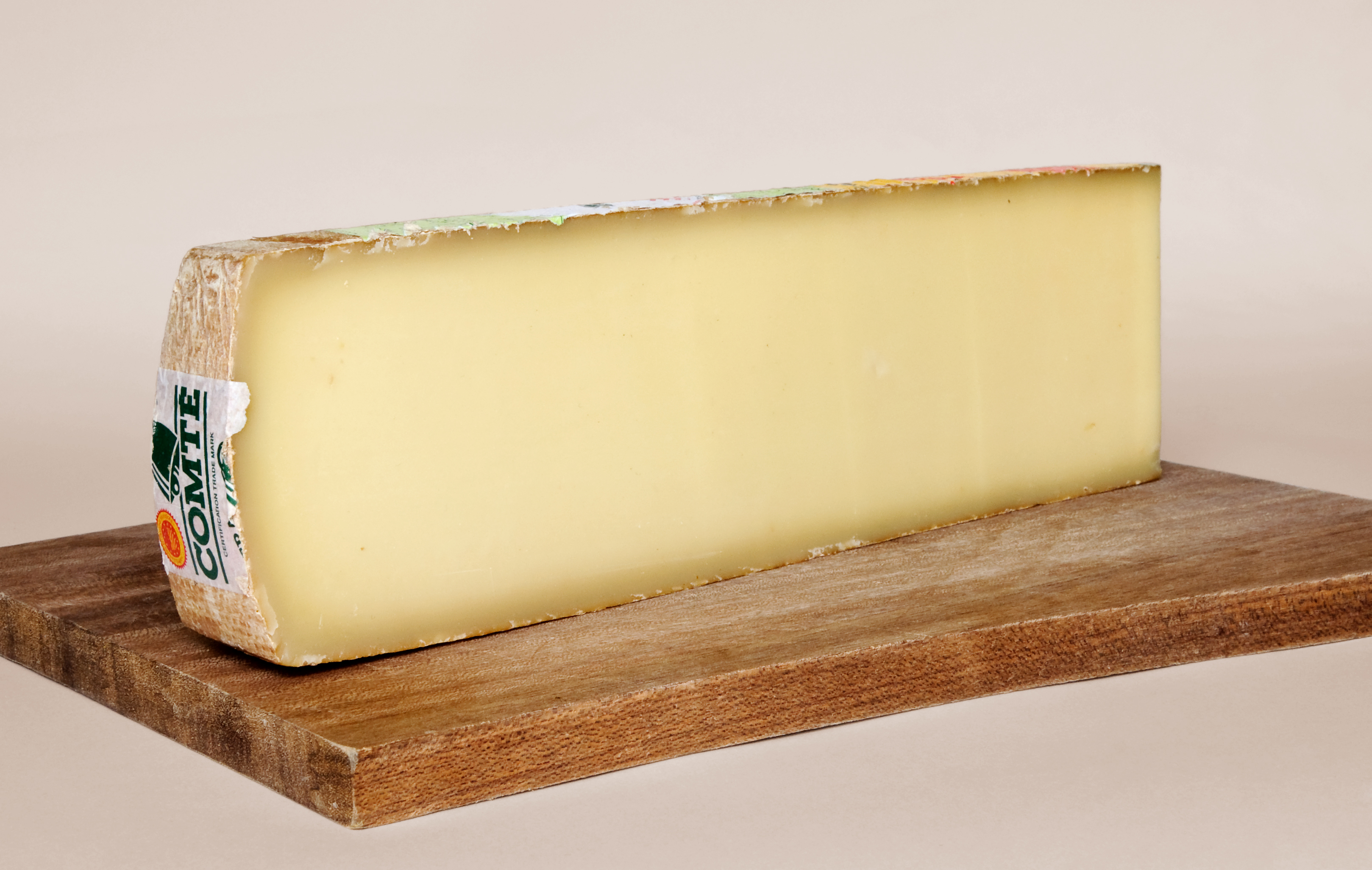
Comté
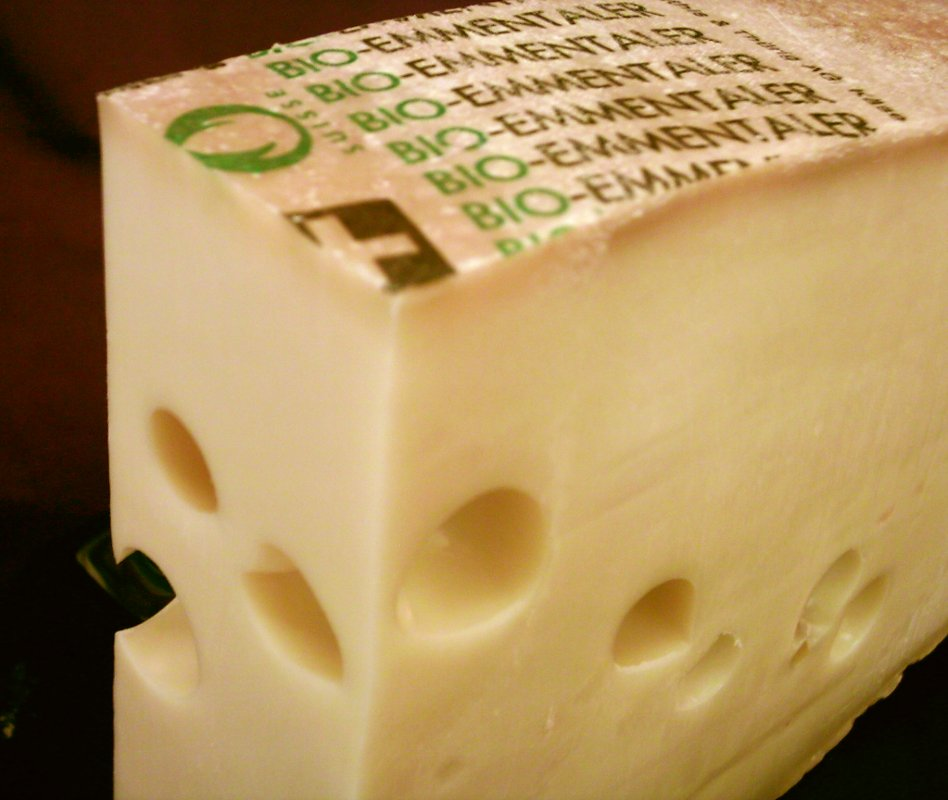
Emmentaler
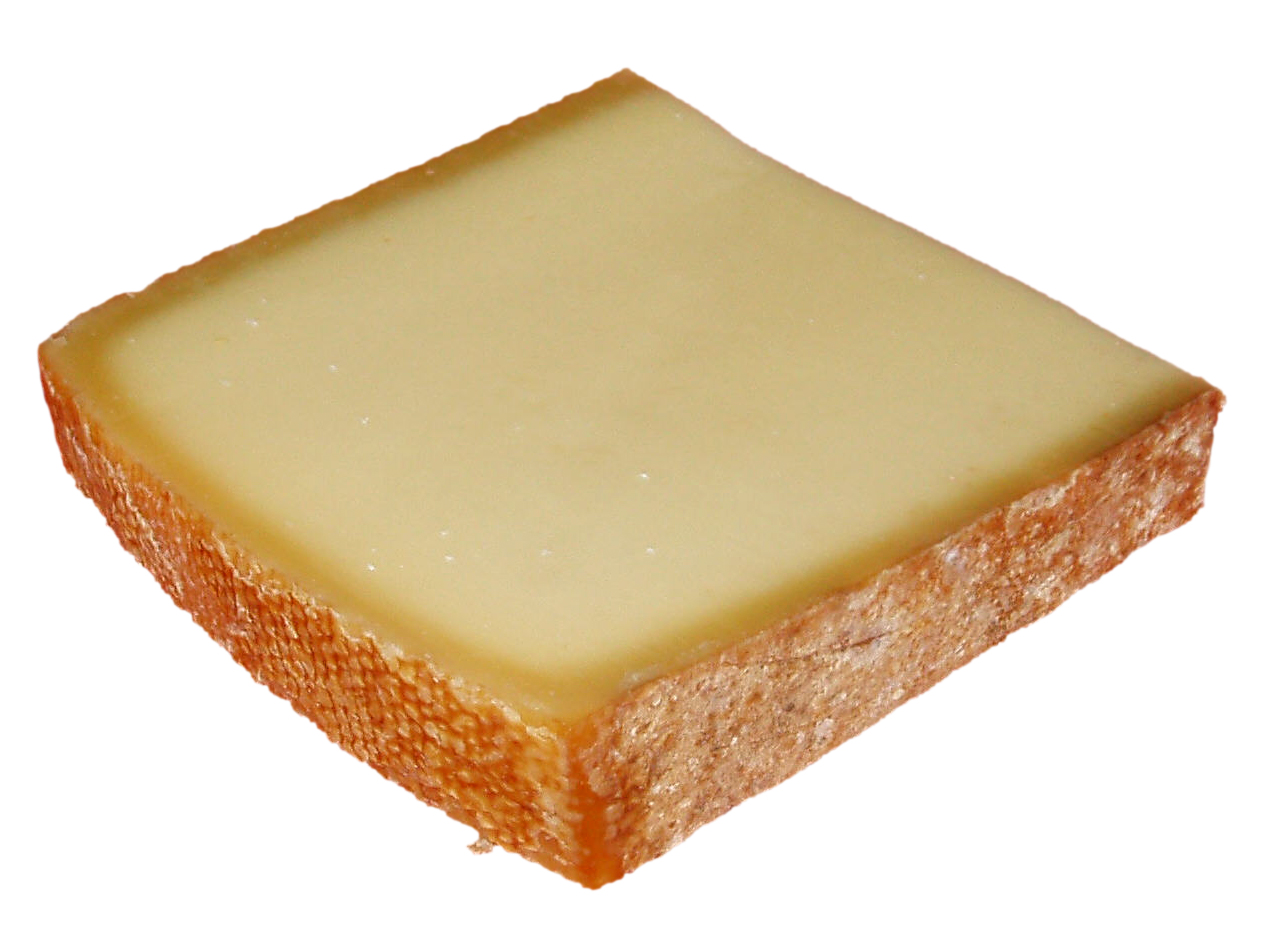
Bergkäse
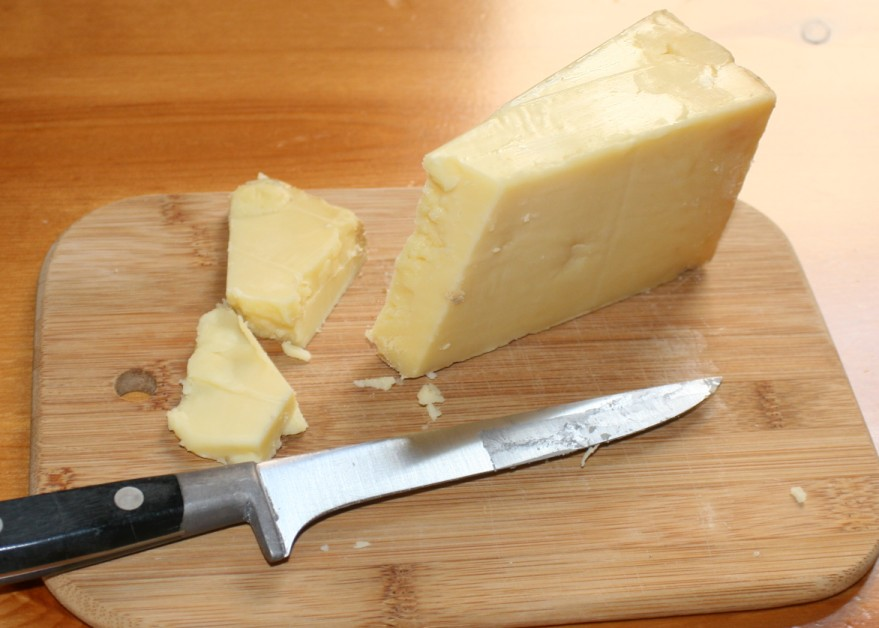
Cheddar